# Es-Moll
es-Moll ist eine Tonart des Tongeschlechts Moll, die auf dem Grundton es aufbaut. Die Tonart es-Moll wird in der Notenschrift mit sechs ♭ (b, es, as, des, ges, ces) vorgezeichnet. Auch die entsprechende Tonleiter und der Grundakkord dieser Tonart (die Tonika es-ges-b) werden mit dem Begriff es-Moll bezeichnet.
Notenbeispiel Tonleiter im melodischen Moll und Grundakkord:

## Verwendung
- Franz Schubert: Eine kleine Trauermusik, D. 79 (1813)
- Johannes Brahms: Sechs Klavierstücke op. 118 (1893), Nr. 6 in es-Moll: Intermezzo: Andante, largo e mesto
- Ernest Bloch: Larmes d’automne, B. 10 (1897)
- Camille Saint-Saëns: Nocturne sur les motifs Nocturne sur les motifs d’Hellé, opéra d'Alphonse Duvernoy (1897)
- Samuel Barber: Klaviersonate, op. 26 (1949)
- Dmitri Schostakowitsch: Streichquartett Nr. 15 es-Moll op. 144 (1974, mit der ungewöhnlichen Abfolge von sechs langsamen Sätzen, darunter eine Elegie, ein Nocturne, und ein Trauermarsch)

## Position der Tonart im Quintenzirkel
| Vorzeichen: | 7♭ +fes | 6♭ +ces | 5♭ +ges | 4♭ +des | 3♭ +as | 2♭ +es | 1♭ +b |   | 1♯ +fis | 2♯ +cis | 3♯ +gis | 4♯ +dis | 5♯ +ais | 6♯ +eis | 7♯ +his |
| Dur:        | Ces     | Ges     | Des     | As      | Es     | B      | F     | C | G       | D       | A       | E       | H       | Fis     | Cis     |
| Moll:       | as      | es      | b       | f       | c      | g      | d     | a | e       | h       | fis     | cis     | gis     | dis     | ais     |